# Bé d'interès cultural (Andorra)
Bé d'interès cultural és la figura de protecció dels elements més rellevants del Patrimoni Cultural d'Andorra, incloent béns immobles i mobles. Els béns d'interès cultural són inclosos en la secció primera de l'Inventari general del patrimoni cultural d'Andorra. La resta de béns tenen la figura de protecció de béns inventariats.

## Classificació
Els béns immobles d'interès cultural es classifiquen en:
- Monument: obra material produïda per l'activitat humana configurant una unitat singular (per exemple, la Casa de la Vall)
- Conjunt arquitectònic: agrupament de construccions que constitueix una unitat coherent, independentment del valor individual (actualment, només les Cabanes del Castellar)
- Paisatge cultural: obra conjunta de l'home i la natura amb valors estètics, històrics o culturals (per exemple, la Vall del Madriu-Perafita-Claror)
- Zona arqueològica: lloc on hi ha restes de la intervenció humana en el passat (per exemple, la necròpolis de Sant Jaume d'Engordany)
- Zona paleontològica: lloc on hi ha vestigis fossilitzats amb una unitat coherent i amb entitat pròpia.

Els béns mobles poden ser declarats d'interès cultural singularment o com a col·lecció entesa com a conjunt de conservació que constitueix una unitat coherent.

## Protecció
En tots els casos de béns immobles d'interès cultural es pot establir una delimitació de l'entorn de protecció amb limitacions en l'edificabilitat. Aquest entorn de protecció és l'espai, edificat o no, que dona suport ambiental al bé i que no es pot alterar per no afectar-ne els valors, les perspectives, la contemplació o l'estudi.
Com a criteris generals, els monuments no poden ser enderrocats i se n'han de conservar la identitat, la integritat i l'autenticitat. Està prohibida la col·locació de publicitat, cables, antenes i qualsevol element pertorbador en els béns immobles i els seus entorns de protecció. Qualsevol obra o intervenció, tant pública com privada, que es pretengui realitzar en un bé immoble d'interès cultural o el seu entorn de protecció ha de ser autoritzada pel ministeri titular de la cultura.
Els béns mobles d'interès cultural no poden ser destruïts i les col·leccions no poden ser disgregades sense autorització. L'instrument principal de protecció objecte de regulació és el control de les exportacions.
El patrimoni arqueològic, paleontològic, etnològic, documental (Arxiu Nacional) i bibliogràfic (Biblioteca Nacional) disposen d'uns règims específics complementaris.